# Bulbophyllum bidi
Bulbophyllum bidi é uma espécie de orquídea (família Orchidaceae) pertencente ao gênero Bulbophyllum. Foi descrita por Govaerts em 1996.